# シブサワ解体深書
『シブサワ解体深書』（シブサワかいたいしんしょ）は、テレビ埼玉で2021年1月14日から2022年3月24日まで放送されていた教養・紀行・歴史情報番組である。

## 概要
2021年のNHK大河ドラマ『青天を衝け』で主人公となり、2024年には新しい一万円札の顔となり、「近代日本経済の父」と称される渋沢栄一が関係した企業や団体を深く覗き込むことで、「渋沢スピリッツ」を伝える番組である。また、ミニコーナーでは渋沢栄一ゆかりのスポットや名言・格言も紹介する。

## 出演者
- 三四郎 [2][3]

### 番組オリジナルキャラクター[1]
- ろんこちゃん

しっかり者で、読書が大好きな女の子。分かりやすく、時々厳しく（?）解説をしてくれる。
- そろばんのすけ（CV：きょうた[4]）

やんちゃでおっちょこちょいな男の子。計算高くはないがお金の計算はお手のもの。

## 放送リスト
2021年
| 回 | 放送日   | 内容                                        |
| -- | -------- | ------------------------------------------- |
| 1  | 1月14日  | 渋沢栄一の人物史 〜前編〜                   |
| 2  | 1月21日  | 渋沢栄一の人物史 〜後編〜                   |
| 3  | 1月28日  | 渋沢邸内で誕生！澁澤倉庫～前編～            |
| 4  | 2月4日   | 渋沢邸内で誕生！澁澤倉庫～後編～            |
| 5  | 2月11日  | 渋沢が初代会長 帝国ホテル ～前編～          |
| 6  | 2月18日  | 渋沢が初代会長 帝国ホテル ～後編～          |
| 7  | 2月25日  | 命と健康を守る 日本赤十字社～前編～         |
| 8  | 3月4日   | 命と健康を守る 日本赤十字社～後編～         |
| 9  | 3月11日  | 日本の経済発展に貢献 東京証券取引所～前編～ |
| 10 | 3月18日  | 日本の経済発展に貢献 東京証券取引所～後編～ |
| 11 | 3月25日  | 社是は「論語と算盤」 清水建設 前編          |
| 12 | 4月1日   | 社是は「論語と算盤」 清水建設 後編          |
| 13 | 4月8日   | 本社が渋沢邸跡地 平和不動産～前編～         |
| 14 | 4月15日  | 本社が渋沢邸跡地 平和不動産～後編～         |
| 15 | 4月22日  | 埼玉の経済を支える 埼玉りそな銀行 ～前編～  |
| 16 | 4月29日  | 埼玉の経済を支える 埼玉りそな銀行 ～後編～  |
| 17 | 5月6日   | 社会インフラの根幹を支える 太平洋セメント   |
| 18 | 5月13日  | 渋沢が創業を後押し 東亜建設工業             |
| 19 | 5月20日  | 渋沢の理想をつなぐ 東急株式会社～前編～     |
| 20 | 5月27日  | 渋沢の理想をつなぐ 東急株式会社～後編～     |
| 21 | 6月3日   | 渋沢が公益を追求 東京ガス～前編～           |
| 22 | 6月10日  | 渋沢が公益を追求 東京ガス～後編～           |
| 23 | 6月17日  | 渋沢栄一のふるさと 深谷市～前編～           |
| 24 | 6月24日  | 渋沢栄一のふるさと 深谷市～後編～           |
| 25 | 10月7日  | 黒船来航が創業のきっかけ ＩＨＩ～前編～     |
| 26 | 10月14日 | 黒船来航が創業のきっかけ ＩＨＩ～後編～     |
| 27 | 10月21日 | 北海道の開拓使が起源 サッポロビール～前編～ |
| 28 | 10月28日 | 北海道の開拓使が起源 サッポロビール～後編～ |
| 29 | 11月4日  | 社会課題解決に貢献 沖電気工業～前編～       |
| 30 | 11月11日 | 社会課題解決に貢献 沖電気工業～後編～       |
| 31 | 11月18日 | 電気を安定供給 東京電力～前編～             |
| 32 | 11月25日 | 電気を安定供給 東京電力～後編～             |
| 33 | 12月2日  | 印刷と情報の強みで貢献 大日本印刷～前編～   |
| 34 | 12月9日  | 印刷と情報の強みで貢献 大日本印刷～後編～   |
| 35 | 12月16日 | 渋沢が設立者総代 理化学研究所～前編～       |
| 36 | 12月23日 | 渋沢が設立者総代 理化学研究所～後編～       |

2022年
| 回 | 放送日  | 内容                                       |
| -- | ------- | ------------------------------------------ |
| 37 | 1月6日  | お札と切手の博物館 国立印刷局～前編～      |
| 38 | 1月13日 | お札を製造 国立印刷局～後編～              |
| 39 | 1月20日 | 秩父への延伸に渋沢が尽力 秩父鉄道～前編～  |
| 40 | 1月27日 | 秩父への延伸に渋沢が尽力 秩父鉄道～後編～  |
| 41 | 2月3日  | 渋沢が第三代舎長 二松学舎大学～前編～      |
| 42 | 2月10日 | 渋沢が第三代舎長 二松学舎大学～後編～      |
| 43 | 2月17日 | 渋沢第2のふるさと 王子・飛鳥山周辺～前編～ |
| 44 | 2月24日 | 渋沢第2のふるさと 王子・飛鳥山周辺～後編～ |
| 45 | 3月3日  | 深谷の農業を支える ＪＡふかや～前編～      |
| 46 | 3月10日 | 深谷の農業を支える ＪＡふかや～後編～      |
| 47 | 3月17日 | 公開収録ｉｎ深谷 ～第１部                  |
| 48 | 3月24日 | 公開収録ｉｎ深谷 ～第２部（最終回）        |

## 放送時間変更
- 2021年1月21日
  - Tリーグ中継・T.T彩たま対岡山リベッツ戦中継のため、20:30〜21:00に繰り下げて放送。

## スタッフ
- ナレーション：塩原桜（テレ玉アナウンサー）・きょうた（おせつときょうた）
- 監修：渋沢栄一記念館
- 協力：渋沢資料館・東京都北区・深谷市・埼玉県
- キャスティング協力：松本栞（マセキ芸能社）
- 衣装協力：HANABISHI
- 企画：諸星和義
- 撮影：白石景時→笠原潤一
- 音声：松永克己→中澤凱也
- CG：古田佳野子・ARTROCK
- セールス：小針義文・菅美香
- 広報：古川結雪
- 配信：越智俊貴
- ディレクター：宮居寿樹・柳澤知里・酒井康佑
- チーフディレクター：西出拓也
- AP：西岡瞳
- プロデューサー：出口雅史・稲葉恵美
- エグゼクティブプロデューサー：遠藤圭介
- 技術協力：TAP
- 撮影協力：A-on
- 制作著作：テレビ埼玉

## 関連番組
- ニュース545

同局の平日夕方の報道番組。2020年7月14日から月に2回、シリーズ特集「探訪 渋沢栄一」を放送している。